# Edgar Bustamante
Edgar Rosa Bustamante, mais conhecido apenas como Edgar Bustamante, nasceu em Pedralva, Minas Gerais, em 22 de março de 1972. Atuou em mais de 30 montagens profissionais desde 1992. Em musicais, participou de "Les Misérables", em 2001, "Os Produtores", em 2007, "Hairspray", em 2009, e "A Madrinha Embriagada", em 2013, sendo as três últimas como direção de Miguel Falabella.
Atuou no espetáculo "A Revolução dos Bichos", em 2010, premiado pelo Festival de Teatro da Cultura Inglesa, em "Folias Felinianas" (1998), texto de Reinaldo Maia, com direção de Marco Antonio Rodrigues, com o grupo Folias d'Arte, pelo qual foi indicado ao Prêmio Mamembe de Melhor Ator Coadjuvante.
Em 2012, recebeu indicação de Melhor Ator Coadjuvante no Prêmio Femsa pela sua atuação em "A Incrível História do Peixe Orelha", de Kleber Montanheiro.
Na televisão, participa dos seriados "A Vida Alheia" (2010) e "Eu, a Vó e a Boi" (2019) e da novela "Aquele Beijo", ambas criações de Miguel Falabella, na Rede Globo.